# Sven Sidén
Sven Erik Holger Sidén, född 31 maj 1911 i Skönsmons församling, Västernorrlands län, död 4 juni 1969 i Kungsholms församling, Stockholm, var en svensk tecknare.
Han var son till byggmästaren Erik Wilhelm Sidén och Karin Norberg och från 1943 gift med Karin Edlund samt bror till Liss Sidén. Han var som tecknare autodidakt och bedrev självstudier under resor till Frankrike, Österrike, Västtyskland och Östtyskland. Sidén var verksam som tidningstecknare vid Nya Samhället i Sundsvall 1938–1943, Skånska Dagbladet i Malmö 1943–1948 och vid Morgon-Tidningen i Stockholm 1948–1958 där han huvudsakligen tecknade reportage och karikatyrteckningar. Vid sidan av sin anställning utförde han affischer, illustrationer och tecknad film bland annat illustrerade han en utgåva av Daniel Defoes Robinson Kruse 1946.